# Robert Ramillon
Robert Ramillon var en fransk professionell tennisspelare aktiv under 1930-talet. Inofficiellt rankades Ramillon efter säsongen 1933 som nummer 8 och 1937 som nummer 5 .  
Ramillon var tillsammans med landsmännen Martin Plaa och från 1936 också Henri Cochet en av de tre främsta franska professionella tennisspelarna under 1930-talet fram till utbrottet av det andra världskriget. De tre gjorde flera turneringsresor i USA och Europa och deltog bland annat i de stora professionella mästerskapen US Pro och French Pro. De spelade under dessa mot många av de främsta professionella spelarna som Bill Tilden, Vincent Richards, Hans Nüsslein och Karel Kozeluh. Ramillon noterade upprepade turneringssegrar över Tilden och vid ett tillfälle över Nusslein. 
Ramillon nådde tre gånger finalen i French Pro (1931, 1932 och 1936) som spelades på Roland Garros. Den första finalen, 1931, förlorade han mot Plaa. Säsongen därpå möttes de båda åter i finalen, denna gång med Ramillon som segrare. Finalen 1936 förlorade Ramillon mot Cochet (3-6, 1-6, 1-6).  
Ramillons spel har beskrivits som varierat med grundslag av gott djup och god kraft. Hans svaghet var brist på kämpaanda .

## Segrar i professionella tennismästerskap
- French Pro
  - 1932